# ZPMC
La Shanghai Zhenhua Heavy Industries Co., Ltd. (in cinese: 上海振華重工(集團)股份有限公司S; meglio nota con la sigla: ZPMC, abbreviazione di Zhenhua Port Machinery Company) è un'azienda statale cinese fondata il 14 febbraio 1992 da Guan Tongxian; è una delle maggiori produttrici mondiali di attrezzature portuali, marine e navali quali gru, navi e grandi strutture in acciaio.

## Descrizione
ZPMC è una sussidiaria del gruppo societario China Communications Construction Group Ltd. (CCCG) che ne detiene circa il 59,91%, gruppo che nel 2020 si collocava al 61º posto del Fortune Global 500 e al 4º posto nella classifica tra i 250 più grandi appaltatori internazionali, mentre la China Communications Construction Company Ltd. (CCCC) continua a detenere il 16,24% del capitale sociale di ZPMC pur avendo cessato di essere una sua partecipata nel 2017.
Con un fatturato di oltre 5 miliardi di dollari, grazie ai suoi diversi prodotti, la ZPMC possiede fino all'82% della quota di mercato mondiale delle gru portuali e navali (nel 2015 era pari al 65%) fornite a oltre 300 porti di 105 paesi attorno al mondo, essendo internazionalmente presente con 28 filiali estere, di cui una in Italia presso il porto di Vado Ligure.
La struttura industriale ZPMC dispone di 8 punti di produzione, sviluppandosi su una superficie totale di circa 6.670.000 m² con una lunghezza totale di costa pari a 10 km, in particolare, è degno di nota l’impianto produttivo sull'isola di Changxing, sul Delta del Fiume Azzurro, che occupa una linea costiera di 4,65 km con alti fondali e comprende una banchina per carichi pesanti lunga di 3,7 km capace di produrre annualmente 280 gru da banchina e 470.000 tonnellate di strutture in acciaio, impiegando 28.000 dipendenti. La capacità produttiva annua dell'officina metallurgica, con una superficie di 840.000 m², è di un milione di tonnellate di acciaio.
L’azienda possiede inoltre una propria compagnia di navigazione dotata di una flotta composta da un totale di 31 navi, di cui 12 semi-sommergibili; flotta operata attraverso l'alleanza armatoriale costituita ad aprile del 2015 tra la ZPMC Offshore Services Group e la OffshoreTech LLC di Houston, Texas, società specializzata nel trasporto e installazione (T&I engineering) dell'industria petrolifera e del gas, dando vita alla ZPMC-OTL Marine Contractor (abbreviata con la sigla: ZOMC), consentendo loro di consegnare e installare le attrezzature il prima possibile.
Secondo il bilancio d'esercizio relativo al 2019, le attività totali di ZPMC hanno avuto un cespite dal valore pari a 74.410.783.300 yuan (10,69 miliardi di dollari) con un risultato operativo di 24.595.587.883 yuan (3,53 miliardi di dollari).

## Galleria d'immagini

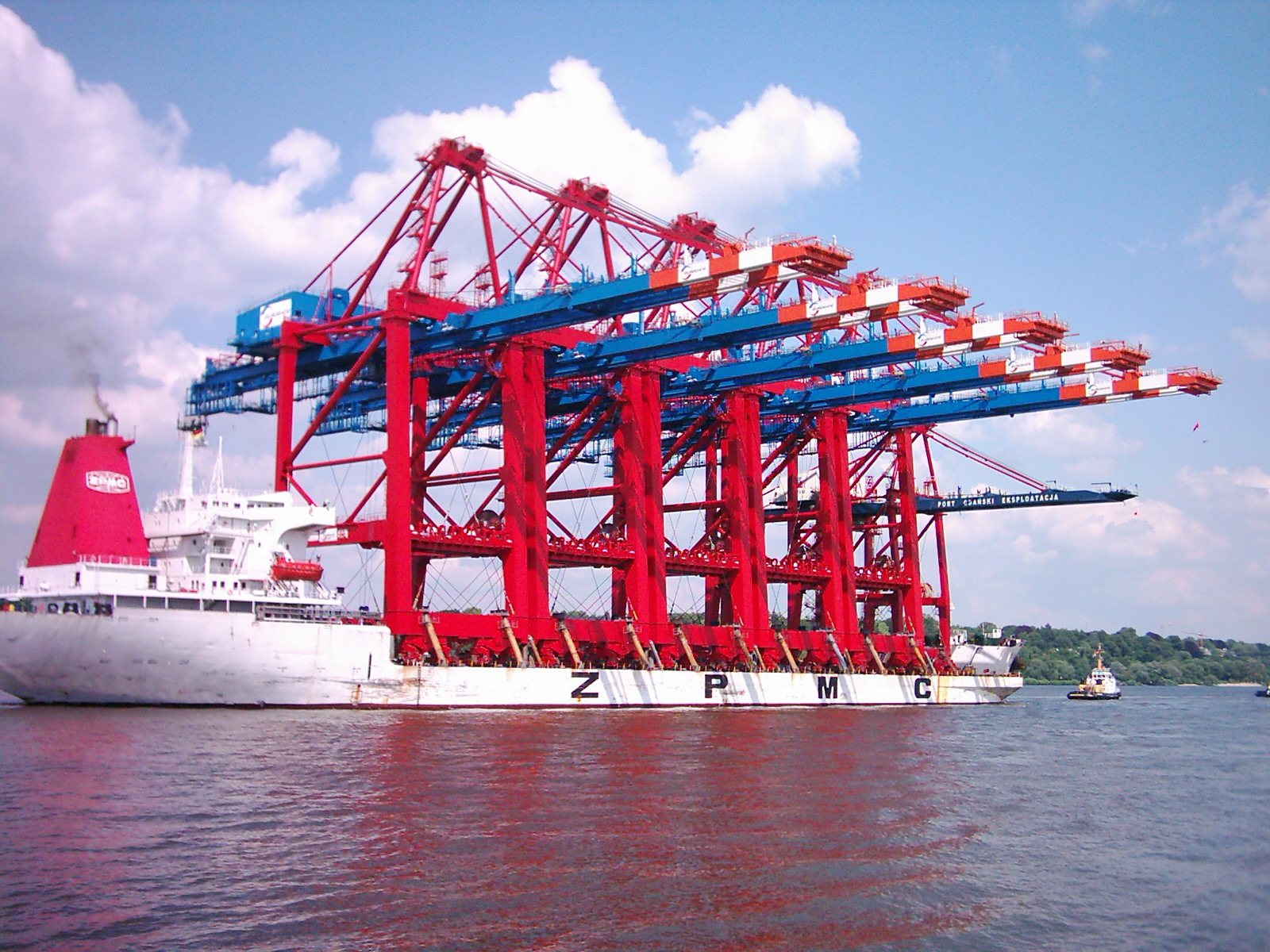
La nave per sollevamento carichi pesanti  Zhen Hua 20 trasporta cinque gru nave-banchina (STS) prodotte dalla ZPMC
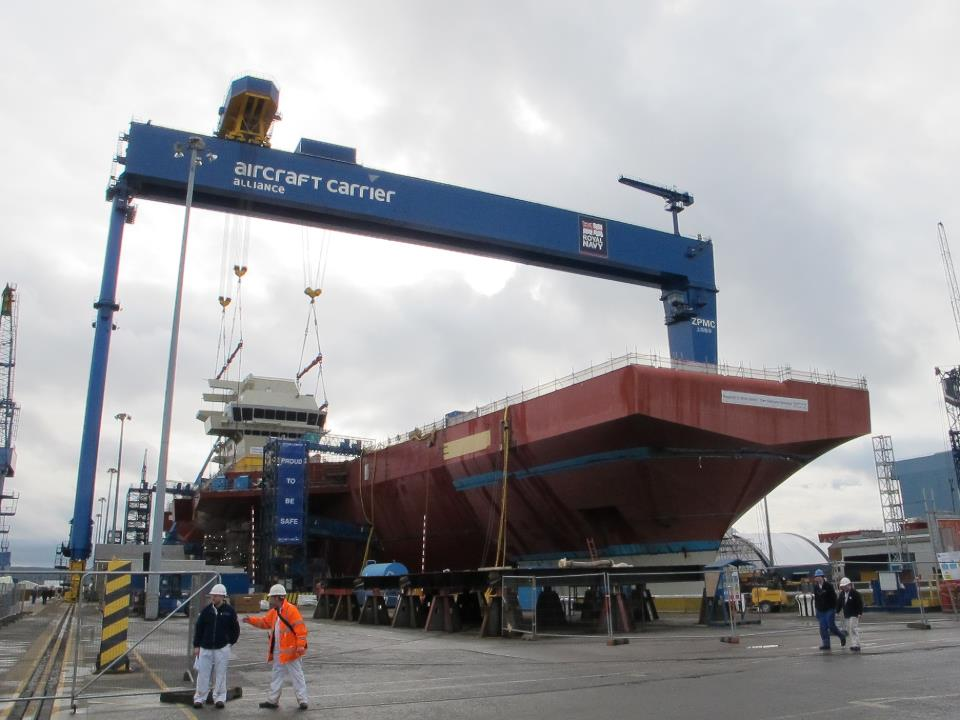
Una gru a portale montata su rotaia (RMG), prodotta dalla ZPMC e usata per la costruzione della portaerei britannica HMS Queen Elizabeth
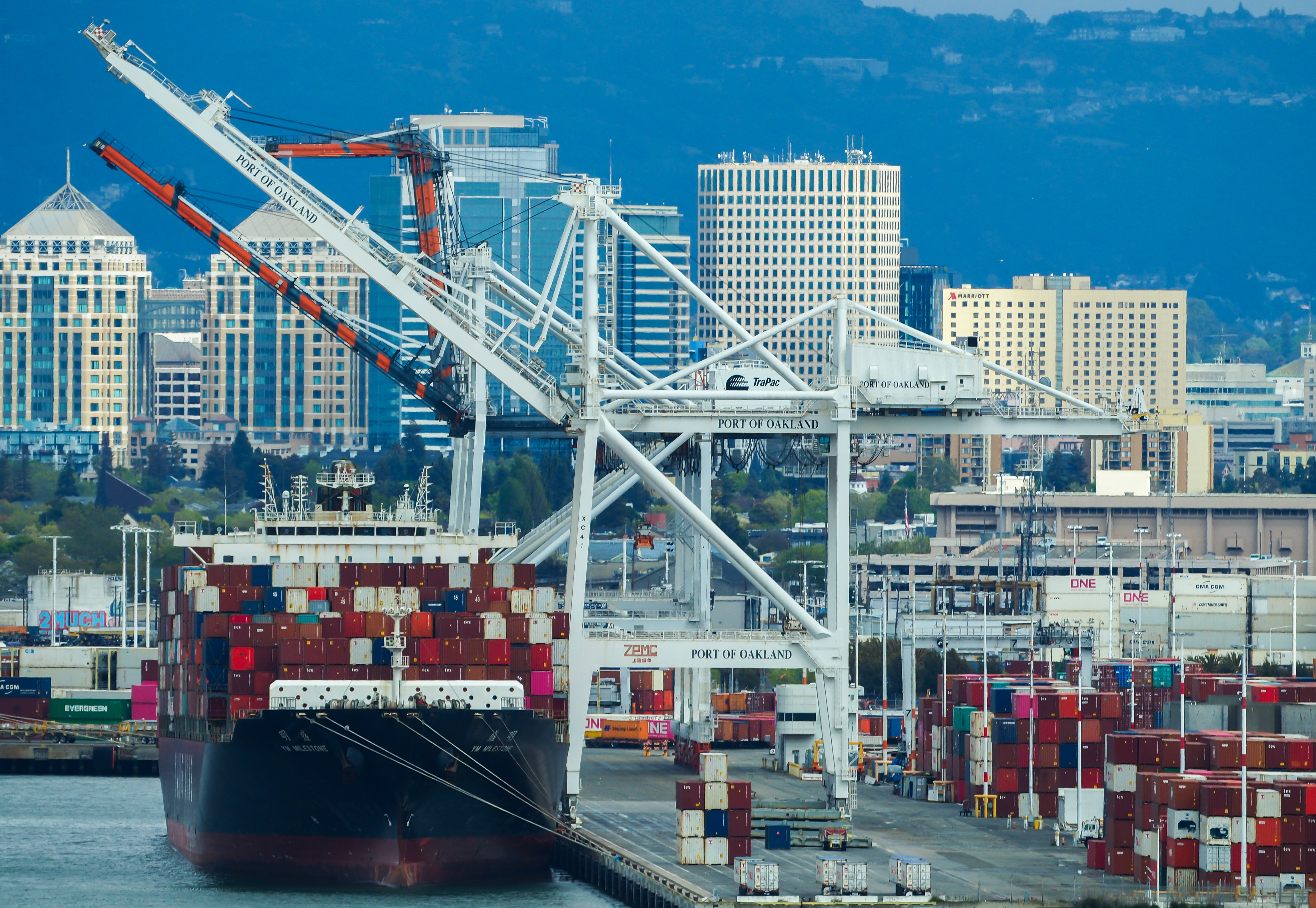
Gru da banchina (STS) della ZMPC nel porto di Oakland, California, all’ormeggio 32
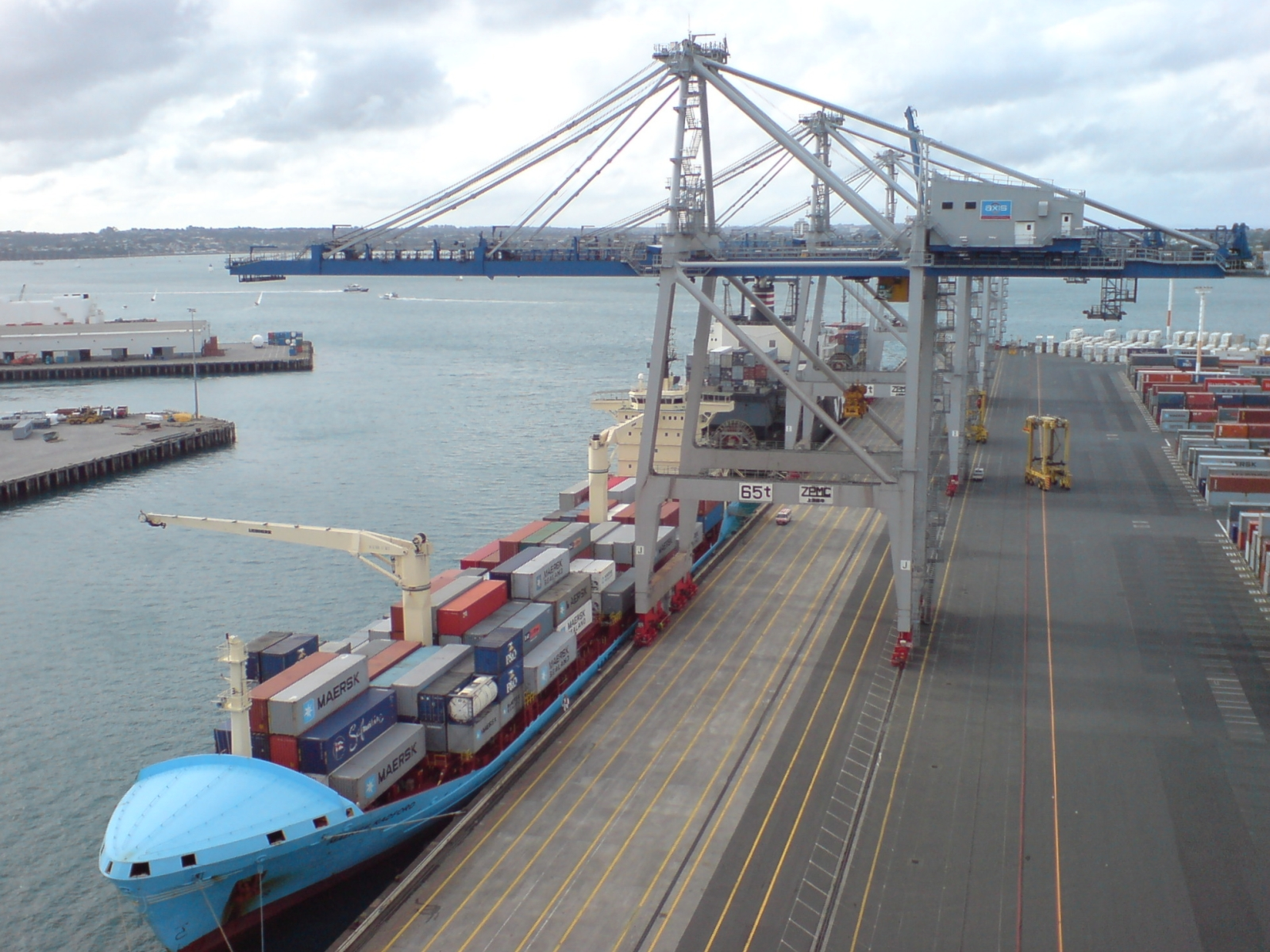
Maersk Radford e gru al porto di Auckland, Nuova Zelanda